# Alkoven
Alkoven är en ort och kommun  i Österrike. Den ligger i distriktet Eferding i förbundslandet Oberösterreich, 170 kilometer väster om huvudstaden Wien.  Alkoven är känt för Schloss Hartheim. 
Kommunen består av 20 orter (Ortschaften) (inom parentes invånarantal 1 januari 2024):

- Aham (46)
- Alkoven (1 507)
- Annaberg (77)
- Bergham (133)
- Emling (62)
- Forst (71)
- Großhart (38)
- Gstocket (223)
- Hartheim (1 105)
- Kleinhart (28)
- Kranzing (5)
- Oberhartheim (59)
- Polsing (121)
- Puchham (50)
- Staudach (46)
- Straß (163)
- Straßham (2 023)
- Ufer (153)
- Weidach (84)
- Winkeln (188)